# Atelothrus fractistriatus
Atelothrus fractistriatus är en skalbaggsart som beskrevs av Perkins 1917. Atelothrus fractistriatus ingår i släktet Atelothrus och familjen jordlöpare. Inga underarter finns listade i Catalogue of Life.